# Nationalmonument

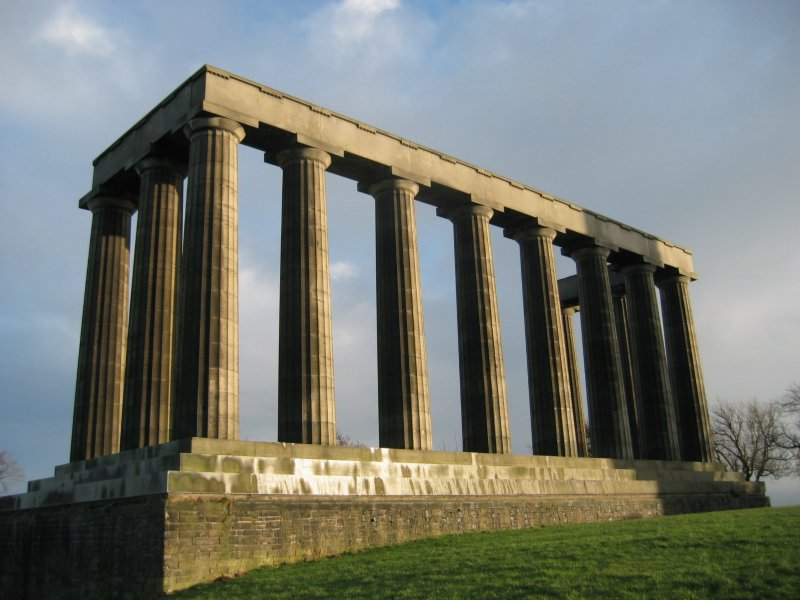
National Monument, Edinburgh.

Nationalmonument är ett minnesmärke av särskild symbolisk betydelse för nationen eller nationalkänslan. I somliga länder, som Irland, Singapore och USA, används begreppet nationalmonument för kulturminnen som åtnjuter särskilt lagligt skydd. 

## Exempel på nationalmonument
- National Monument, beläget på Calton Hill i Edinburgh, Skottland, är tillägnat dem som stupade i Napoleonkriget. Det restes 1822 och har formen av en ofullbordad kopia av Parthenontemplet i Aten.

- National Monument i Pakistans huvudstad Islamabad har formen av en blomma vars kronblad symboliserar nationens fyra provinser och tre territorier. Det påbörjades 2004 och fullbordades 23 mars 2007. Arkitekten heter Arif Masoud.

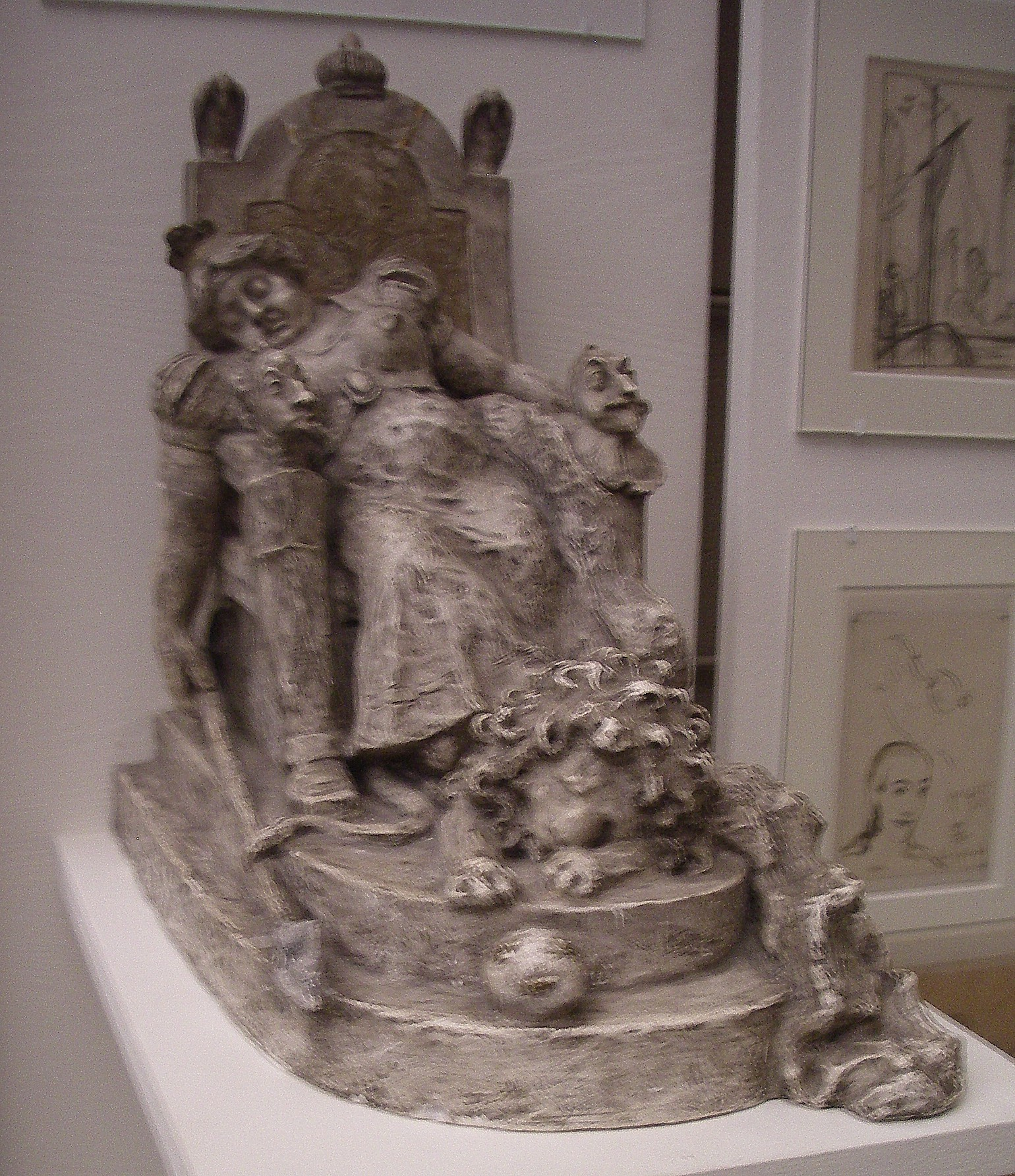
Sov i ro, maquette av Sven Boberg i tävlingen om nationalmonument, Skissernas museum i Lund

## Nationalmonument i Sverige
I början av 1900-talet väcktes förslag av Richard Kleen om att uppföra ett nationalmonument i anslutning till det nyuppförda Riksdagshuset på Helgeandsholmen i Stockholm, och en tävling utlystes. Denna gav 39 bidrag, varav de tre förslagen "Bis", "Skarp klinga" och "Modern" prisbelönades. Samtliga inkommande förslag ställdes ut på Konstakademien, inklusive Sven Bobergs satiriska förslag "Sov i ro", som föreställer en överviktig Moder Svea djup insomnad på en tron.
En omtävling 1910 ledde inte till att något förslag antogs, andra typer av nationalmonument diskuterades, varefter hela idén så småningom rann ut i sanden.